# Гарнье, Меган
Меган Гарнье (англ. Megan Guarnier, род. 4 мая 1985, Гленс-Фолс, Нью-Йорк) — американская профессиональная шоссейная велогонщица, выступавшая на профессиональном уровне с 2010 по 2019 год за команды Rabobank-Liv Giant, Boels-Dolmans и Tibco-Silicon Valley Bank. Трёхкратная чемпионка США по шоссейному велоспорту.

## Карьера
Меган Гарнье, чьи предки родом из Италии, происходит из спортивной семьи. Вместе со старшим братом она увлекалась спортом, 13 лет занималась плаванием и достигла национального уровня. Её брат разбился на велосипеде во время тренировки и был вынужден завершить свою спортивную карьеру. Меган была вынуждена оставить плавание из-за постоянных травм плеча. Она переключилась на триатлон, а затем на велоспорт. С 2004 по 2007 годы она выступала в составе команды Миддлберийского колледжа, где общалась с Тедом Кингом, будущим профессиональным велосипедистом, а также с маунтинбайкерами Леей Дэвисон и Спенсером Пэксоном.
В 2008 году Меган Гарнье выступала за команду ProMan и национальную сборную до 23 лет. 
В 2009 году она присоединилась к французской команде Bourgogne Cyclisme Féminin, базирующейся в Лиму. Вместе с командой она выиграла Гран-при д'Аманси и заняла второе место в Шоле — Земли Луары. Однако она страдала от расстояния и языкового барьера.
После успешного выступления в любительских гонках в США и Франции в 2009 году, в 2010 году Линда Джексон пригласила её в американскую команду TIBCO-To The Top, выступающую на международном уровне.
В составе этой команды в 2011 году она выиграла женский Джиро ди Тоскана — Мемориал Микелы Фанини, что стало её главной победой на международной арене.
В 2012 году Меган Гарнье выиграла Редлендс Классик с командой Tibco-To the Top. Весной она заняла седьмое место в гонке Флеш Валонь Фамм, этапе Кубка мира. Она участвовала в гонках в Европе вместе с командой США, помогая им набирать очки, чтобы увеличить число участников отборочных соревнований на Олимпийские игры в Лондоне. Несмотря на победу в чемпионате США по шоссейному велоспорту, она не была отобрана на Игры. В конце сезона она приняла участие в чемпионате мира по шоссейному велоспорту, заняв 33-е место.

### Rabo Women (2013)
В 2013 году Меган Гарнье присоединилась к нидерландской команде Rabo Women, лидером которой была чемпионка мира и Олимпийских игр Марианна Вос. Гарнье заняла второе место в гонке Омлоп Хет Ниувсблад, уступив Тиффани Кромвель.

### Лидер команды на Джиро Роза (2014)
В мае на Панамериканских играх Меган Гарнье завоевала бронзовую медаль в индивидуальной гонке, а через два дня — серебряную в групповой гонке. Гарнье заняла второе место на чемпионате США.
На Джиро д'Италия она вышла в лидеры своей команды. На первом этапе она заняла пятое место. На следующем этапе она поднялась с восьмого на пятое место в общем зачёте. На шестом этапе она потеряла время и опустилась на десятое место. Восьмой этап позволил ей восстановить свои позиции, где она финишировала пятой и поднялась на седьмое место в общем зачёте, на котором и закончила гонку.

### Чемпионка США (2015)
2015 год стал самым успешным для Гарнье.
В 2015 году она приняла участие в инаугурационной гонке Страде Бьянке Донне в Тоскане. После 58 км лидирующая группа отделилась, а затем разделилась на две части на последних грунтовых участках. Впереди оказались пять гонщиц: Меган Гарнье, Элизабет Армитстед, Элиза Лонго Боргини, Эшли Молман-Пасио и Анна ван дер Брегген. Воспользовавшись численным превосходством команды, американка атаковала в финале и выиграла соло, опередив на 37 секунд Элизабет Армитстед. В гонке Флеш Валонь Фамм она была одной из лучших и атаковала Мюр-де-Юи в лидирующей группе. Она финишировала третьей. В групповой гонке на чемпионате США она была в лидирующей группе в финале. Она воспользовалась отрывом своей подруги по команде, Эвелин Стивенс. Затем она оказалась самой быстрой в группе из четырёх претендентов на победу и во второй раз стала чемпионкой США.
На втором этапе Джиро д'Италия Меган Гарнье была в лидирующей группе и оказалась самой быстрой в спринте. Она взяла розовую майку. Затем она заняла второе место на пятом, шестом и седьмом этапах, уступив соответственно Полин Ферран-Прево, Маюко Хагиваре и Люсинде Бранд. В конце шестого этапа она возглавила классификацию по очкам, но Люсинда Бранд вернула себе лидерство после седьмого этапа. На восьмом этапе Меган Гарнье вновь стала второй в индивидуальной гонке, уступив Анне ван дер Брегген, которая до этого момента занимала второе место в общем зачёте и лишила её розовой майки. На заключительном горном этапе Меган Гарнье финишировала четвёртой. Мара Эбботт выиграла этап и заняла второе место в общем зачёте, опередив Меган Гарнье на тринадцать секунд. В итоге Гарнье стала третьей и победила в очковой классификации.
Во время Тура Норвегии на первом этапе Гарнье атаковала за пятьдесят километров до финиша в сопровождении Аманды Спратт. Она обошла её в спринте и вышла в лидеры общего зачёта. Второй и заключительный этап завершился спринтом, и американка выиграла общий зачёт. На Гран-при де Плуэ она была очень активна и неоднократно атаковала. Она помогала Лиззи Армитстед, которая в итоге победила. Меган Гарнье заняла четырнадцатое место.
В групповой гонке на чемпионате мира по шоссейному велоспорту в Ричмонде она следовала за Лиззи Армитстед на последнем подъёме, а затем финишировала третьей в спринте.

### Номер один в мире (2016)
Следующий, 2016 год начался для неё также успешно.
В гонке Трофей Альфредо Бинды — коммуны Читтильо за двадцать пять километров до подъёма на Орино в отрыв ушла группа из восьми гонщиков, включая Меган Гарнье. Они быстро захватили преимущество более чем в минуту над преследователями. Затем Йоланда Нефф атаковала в Кувио. На последнем подъёме к Орино Элизабет Армитстед, также из команды Boels Dolmans, изо всех сил пыталась не отставать и теряла позиции. Она догнала группу на вершине и, воспользовавшись эффектом неожиданности, сразу же атаковала. За три километра до финиша она настигла швейцарскую гонщицу, и опередила её в спринте. Меган Гарнье заняла второе место, уступив Армитстед.
На Туре Фландрии Меган Гарнье и Полин Ферран-Прево увеличили темп и ушли в отрыв. Меган Гарнье заняла четвёртое место в гонке, в которой доминировала её команда.
Команда приняла участие в гонках Дуранго-Дуранго Эмакумин Сариа и Эмакумин Бира в Стране Басков. В первой гонке Меган Гарнье оторвалась от Элизы Лонго Боргини, а затем обошла её в спринте. На Эмакумин Бира Меган Гарнье заняла девятое место в прологе. На сложном втором этапе Меган Гарнье финишировала второй, сразу за Эммой Юханссон, и поднялась на ту же позицию в общем зачёте. В групповом спринте на третьем этапе она финишировала пятой. На заключительном этапе в конце дистанции образовалась опасная группа отрыва, заставившая команду Wiggle High5 работать изо всех сил. В спринте Меган Гарнье была самой быстрой. Она заняла второе место в гонке.
На Флеш Валонь Фамм семь гонщиц оторвались от соперниц: Анна ван дер Брегген, Катажина Нивядома, Эвелин Стивенс, Меган Гарнье, Элиза Лонго Боргини, Алёна Омелюсик и Катрин Гарфут. На равнине первая группа ускорилась. В ней выделялась Эвелин Стивенс. Эти две гонщицы боролись за победу. За ними на подиум поднялась Меган Гарнье.
На Туре Калифорнии Меган Гарнье выиграла первый этап, оказавшись самой быстрой на последнем подъёме. На следующий день команда Boels Dolmans заняла второе место в командной гонке, отстав на шесть секунд от команды Twenty16-Ridebiker. Меган Гарнье сохранила майку лидера, а Эвелин Стивенс поднялась на третье место в общем зачёте. После этого команда контролировала два последних этапа. Общий зачёт остался неизменным. Меган Гарнье также выиграла зачёт по очкам. В дальнейшем она выиграла чемпионат США по шоссейным гонкам, победив в спринте на очень разрозненном пелотоне. На Филадельфия Классик исход гонки решился на финальном подъёме. Кэрол-Энн Канюэль опередила Меган Гарнье, которая лидировала в одиночку далеко от линии финиша. Элиза Лонго Боргини и Алёна Омелюсик были единственными, кому удалось удержаться на финише, но за сто пятьдесят метров до финиша они вынуждены были уступить американской чемпионке. 23 июня было объявлено о её отборе на Олимпийские игры в Рио.
На Джиро д’Италия Меган Гарнье и Эвелин Стивенс начали гонку в качестве фавориток. В прологе Гарнье заняла четвёртое место. На следующий день они последовали за атакой Элизы Лонго Боргини и Катажины Нивядомы, к которым вскоре присоединились ещё пять гонщиц. В спринте Меган Гарнье обошла Джорджию Бронцини. Тем не менее, ей достались розовая и цикламеновая майки. В крутом финале второго этапа Меган Гарнье уступила первое место в общем зачёте своей подруге по команде. Пятый этап включал в себя подъём на перевал Мортироло. На его склонах ускорились Мара Эббот, а затем Эмма Пули. Первая пересекла вершину на две минуты раньше Эммы Пули и на четыре — Эвелин Стивенс. Однако первая упала и потеряла значительную часть своего преимущества, а вторую, плохо спускавшуюся, настигла группа Меган Гарнье. На финише американка была четвёртой на этапе и второй в общем зач`те после Мары Эбботт. На следующий день всё свелось к финальному подъёму. На подъёме к святилищу Мара Эббот несколько раз ускорялась, но безуспешно. Анна ван дер Брегген атаковала, и её преследовала только Меган Гарнье. Эвелин Стивенс вернулась и составила конкуренцию двум гонщицам. Затем Меган Гарнье атаковала Анну ван дер Брегген. В итоге Эвелин Стивенс выиграла этап, опередив свою подругу по команде. В общем зачёте Меган Гарнье стала лидером, опередив Мару Эббот и Эвелин Стивенс. В общем зачёте Меган Гарнье стала четвёртой и сохранила розовую майку за счет Эвелин Стивенс, которая выиграла этап. На заключительном этапе фавориты сделали свое дело, и Меган Гарнье выиграла свою первую «Джиро д’Италия», опередив на 34 секунды Эвелин Стивенс. Она также выиграла классификацию по очкам.
В олимпийской групповой гонке она не смогла выдержать темп Мары Эббот на подъёме к Виста Чинезе. После спуска она оказалась вместе с Марианной Вос, Эшли Молман-Пасио и Эвелин Стивенс. Гарнье финишировала одиннадцатой в гонке.
По итогам сезона Меган Гарнье стала победительницей Мирового рейтинга UCI — впервые для американки, и дебютного Женского мирового тура UCI.
Она была названа гонщицей года по версии сайта cyclingtips.

### Сезон с авариями (2017)
Меган Гарнье попала в аварию во время гонки Омлоп Хет Ниувсблад. Вновь пострадав во время Страде Бьянке Донне, она была вынуждена сойти с дистанции. Она вернулась к участию в гонке Амстел Голд Рейс.
На Туре Калифорнии, на первом этапе, у подножия последнего подъёма этапа, Эми Питерс совершила атаку и вызвала отбор в пелотоне. Затем её подруга по команде, Кэрол-Энн Канюэль ушла в отрыв, но команда UnitedHealthcare была бдительна. В итоге Анна ван дер Брегген и Меган Гарнье оторвались от пелотона. Последняя выиграла этап.
На Джиро д'Италия команда победила в первой командной гонке. На следующий день Гарнье финишировала пятой на этапе через подъём Форселла, где Анна ван дер Брегген, Аннемик ван Влёйтен и Элиза Лонго Боргини оторвались от своих преследователей на две минуты. В общем зачёте она заняла четвёртое место. Гарнье поднялась на одно место в генеральной классификации на четвертом этапе, но потеряла его на следующий день в индивидуальной гонке. На восьмом этапе она была третьей. На заключительном этапе фавориты оказались в изоляции на вершине Везувия. Меган Гарнье выиграла групповой спринт. В общем зачёте она заняла четвертое место.
Затем она заняла четвертое место на дистанции Ла курс бай Тур де Франс. На Туре Норвегии Меган Гарнье заняла пятое место в прологе. На заключительном этапе в спринте произошла перестановка: Эллен ван Дейк лидировала, а на последних метрах её обогнала Меган Гарнье. В это же время Гарнье поднялась на второе место в общем зачёте.
На чемпионате мира в командной гонке Меган Гарнье была в составе команды Boels Dolmans. Команда лидировала на подъёме. Однако между этим моментом и финишем она проиграла Sunweb двадцать семь секунд. Команде пришлось довольствоваться серебром. В групповой гонке, уже в составе сборной США Меган Гарнье разбилась за два круга до финиша на спуске с холма Салмон. В результате падения она сломала челюсть, ей пришлось перенести операцию по установке титановой пластины.

### Завершение карьеры (2018)
В гонке Флеш Валонь Фамм Полин Ферран-Прево атаковала на первом участке Кот-де-Шерав. За ней последовали Меган Гарнье, Яннеке Энсинг и Аманда Спратт. Они вместе прошли Мюр-де-Юи и имели преимущество в сорок пять секунд на девяносто четвертом километре. Меган Гарнье удалось не отстать от лидеров и финишировать третьей.
На втором этапе Тура Йоркшира Меган Гарнье, воспользовавшись подъёмом на финише, выиграла четырнадцать секунд. Она также выиграла общий зачёт.
На Джиро д'Италия Боэльс Долманс заняла третье место в командной гонке, отстав от команды Sunweb на двенадцать секунд. На третьем этапе Меган Гарнье попала в аварию на последних трёх километрах. Она потеряла минуту в общем зачёте. На пятом этапе Меган Гарнье заняла пятое место. На финише первой вершины она была четвёртой, отставая на тридцать две секунды от Аманды Спратт, которая ехала одна. Она заняла то же место в индивидуальной гонке. В общем зачёте она заняла шестое место. На девятом этапе в Монте-Дзонколан Меган Гарнье не смогла выдержать темп Эшли Молман и Аннемик ван Влёйтен. На вершине она была пятой, но отставала от нидерландской гонщицы на четыре минуты. Она вернулась на пятое место в общем зачёте. На заключительном этапе она вошла в лидирующую группу, финишировала четвёртой и осталась пятой в общем зачёте.
На чемпионате мира она заняла шестнадцатое место в групповой гонке.
В августе 2018 года Гарнье объявила о завершении активной карьеры по окончании сезона.

## Достижения
2009
2-я на Шоле — Земли Луары
2010
Mount Hamilton Classic
Tour de Nez:
генеральная классификация
пролог
2-я на Nevada City Classic
2011
Джиро ди Тоскана — Мемориал Микелы Фанини
Многодневная гонка Джо Мартина:
1-й этап
2-я в генеральной классификации
2012
 Чемпионат США, групповая гонка
Редлендс Классик:
генеральная классификация
пролог
6-й этап Nature Valley Grand Prix
3-я на Ронде ван Гелдерланд
3-я на Каскейд Классик
7-я на Флеш Валонь Фамм
2013
2-я на Омлоп Хет Ниувсблад
2014
2-я на Панамериканском чемпионате, групповая гонка
2-я на Чемпионате США, групповая гонка
3-я на Панамериканском чемпионате, индивидуальная гонка
3-я на Опен Воргорда TTT
7-я на Джиро д’Италия Донне
8-я на Туре Фландрии
10-я на Трофее Альфредо Бинды — коммуны Читтильо
2015
 Чемпионат США, групповая гонка
Страде Бьянке Донне
1-й этап Тура Новой Зеландии, командная гонка
1-й этап Эмакумин Бира
Джиро д’Италия Донне:
Очковая классификация
2-й этап
3-я в генеральной классификации
Женский Тур Норвегии:
генеральная классификация
1-й этап
2-я на Туре Новой Зеландии
3-я на Чемпионате мира, групповая гонка
3-я на Флеш Валонь Фамм
2016
Женский мировой тур UCI
 Чемпионат США, групповая гонка
Джиро д’Италия Донне:
Генеральная классификация
Очковая классификация
Дуранго-Дуранго Эмакумин Сариа
4-й этап Эмакумин Бира
Тур Калифорнии:
генеральная классификация
1-й этап
Филадельфия Классик
2-я на Трофее Альфредо Бинды — коммуны Читтильо
2-я на Эмакумин Бира
2-я на Пайот Хилс Классик
3-я на Флеш Валонь Фамм
4-я на Туре Фландрии
5-я на Гран-при Плуэ — Бретань
6-я на Страде Бьянке Донне
2017
1-й этап Тура Калифорнии
Джиро д’Италия Донне:
1-й и 10-й этапы
4-я в генеральной классификации
Женского Тура Норвегии:
3-й этап
2-я в генеральной классификации
2-я на Чемпионате мира, командная гонка
4-я на Ла курс бай Тур де Франс
2018
Женский Тур Йоркшира: 
генеральная классификация
2-й этап
2-я на Чемпионате США, групповая гонка
3-я на Флеш Валонь Фамм
5-я на Джиро д’Италия Донне
5-я на Ла курс бай Тур де Франс
6-я на Женском Туре Норвегии, командная гонка
8-я на Льеж — Бастонь — Льеж Фамм
10-я на Туре Фландрии

### Статистика выступления наГранд-турах
| Гонка / Год          | 2009           | 2010           | 2011           | 2012           | 2013           | 2014           | 2015           | 2016           | 2017           | 2018           |
| -------------------- | -------------- | -------------- | -------------- | -------------- | -------------- | -------------- | -------------- | -------------- | -------------- | -------------- |
| Гранд Букль феминин  | 19             | не проводилась | не проводилась | не проводилась | не проводилась | не проводилась | не проводилась | не проводилась | не проводилась | не проводилась |
| Рут де Франс феминин | —              | —              | —              | —              | 16             | —              | —              | —              | не проводилась | не проводилась |
| Джиро д’Италия Донне | 70             | —              | —              | —              | 15             | 7              | 3              | 1              | 4              | 5              |
| Ла Вуэльта Фамм      | не проводилась | не проводилась | не проводилась | не проводилась | не проводилась | не проводилась | не проводилась | не проводилась | не проводилась | не проводилась |

### Рейтинги
| Год                 | 2011  | 2012 | 2013 | 2014 | 2015 | 2016 | 2017 | 2018 |
| ------------------- | ----- | ---- | ---- | ---- | ---- | ---- | ---- | ---- |
| Мировой рейтинг UCI | 34-й  | 36-й | 52-й | 26-й | 8-й  | 1-й  | 20-й | 18-й |
| Мировой кубок UCI   | 110-й | 48-й | 66-й | 18-й | 17-й |      |      |      |
| Мировой тур UCI     |       |      |      |      |      | 1-й  | 12-й | 14-й |
|                     |       |      |      |      |      |      |      |      |
| Источник: UCI       |       |      |      |      |      |      |      |      |

## Профессиональная биография
Меган Гарнье училась в Миддлберийском колледже в Вермонте и получила степень бакалавра искусств (с отличием) в области нейронаук.
В 2007 году она стала членом общества Фи Бета Каппа в Миддлберийском колледже.

## Галерея

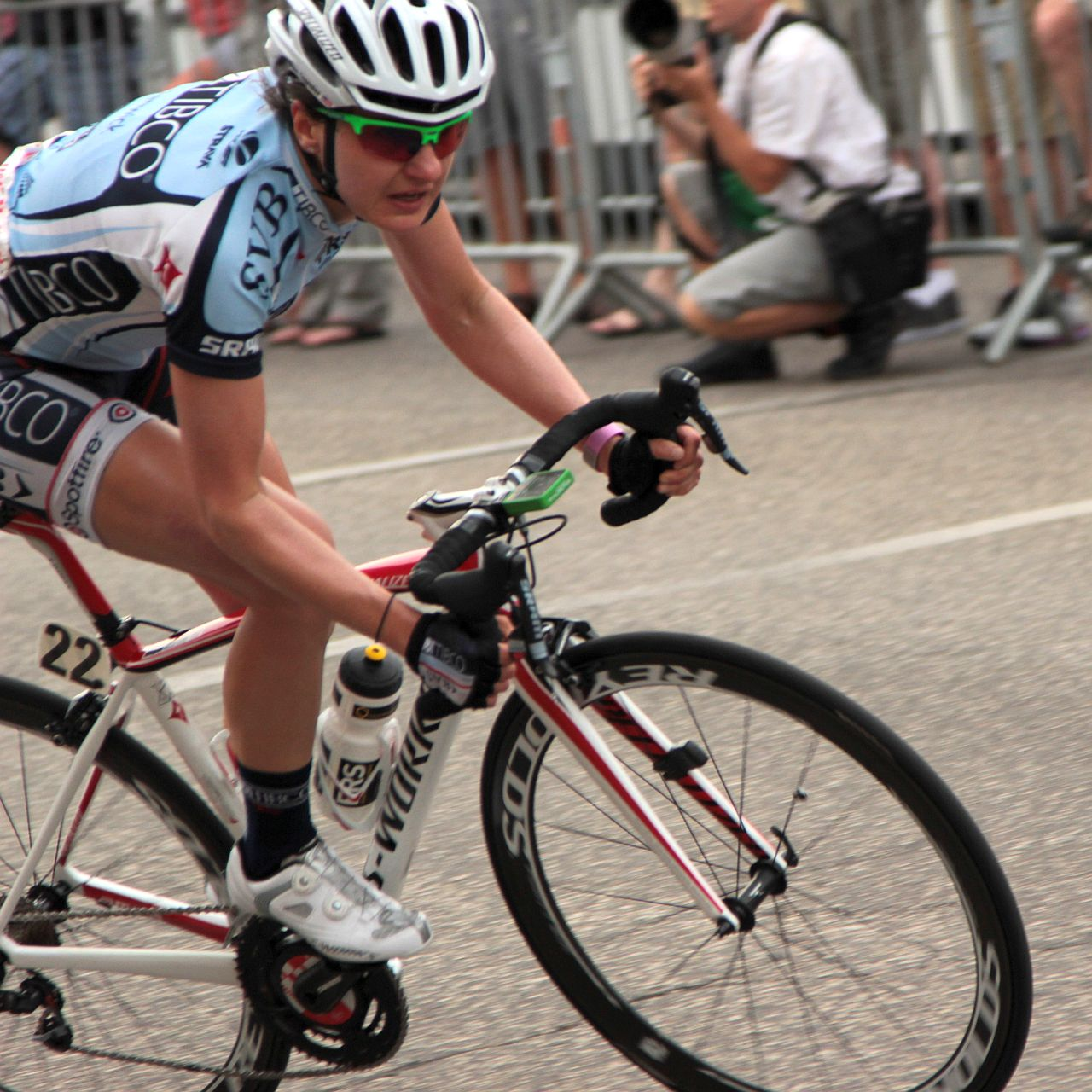
На Гран-при Nature Valley в 2012 году
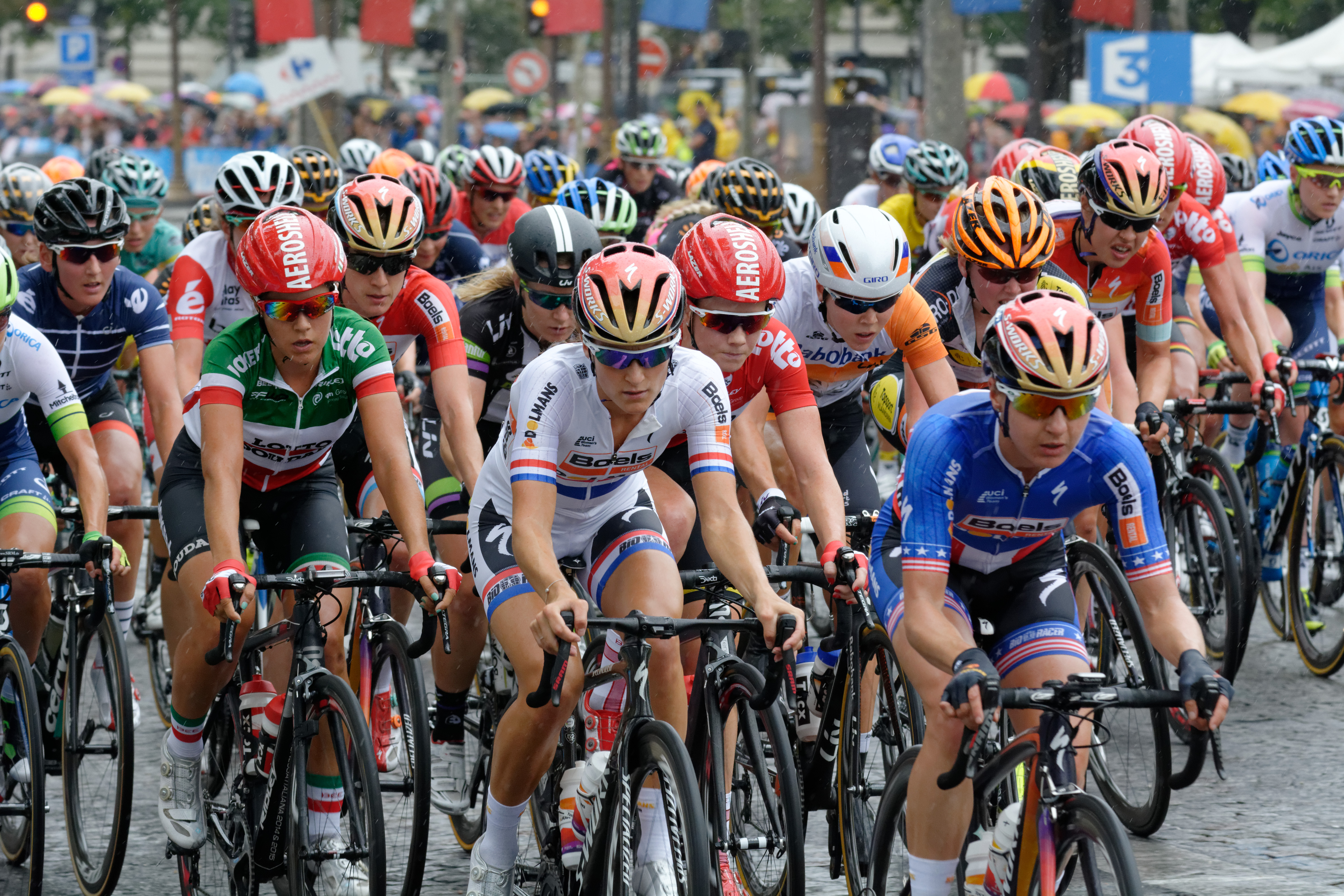
В первых рядах пелотона в майке чемпионки США на гонке Ля Курс бай ле Тур де Франс, 2015
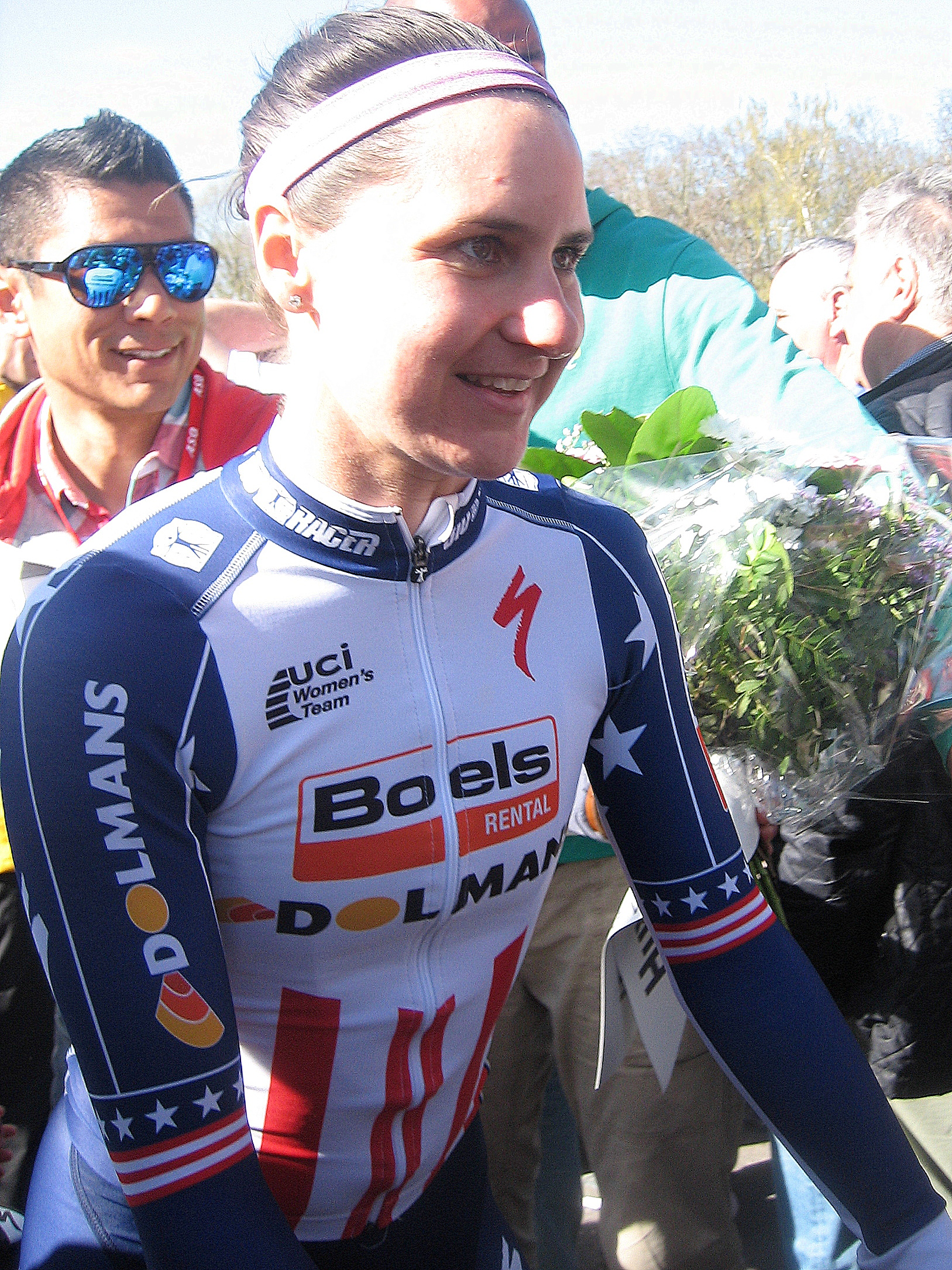
На Флеш Валонь Фамм, 2016
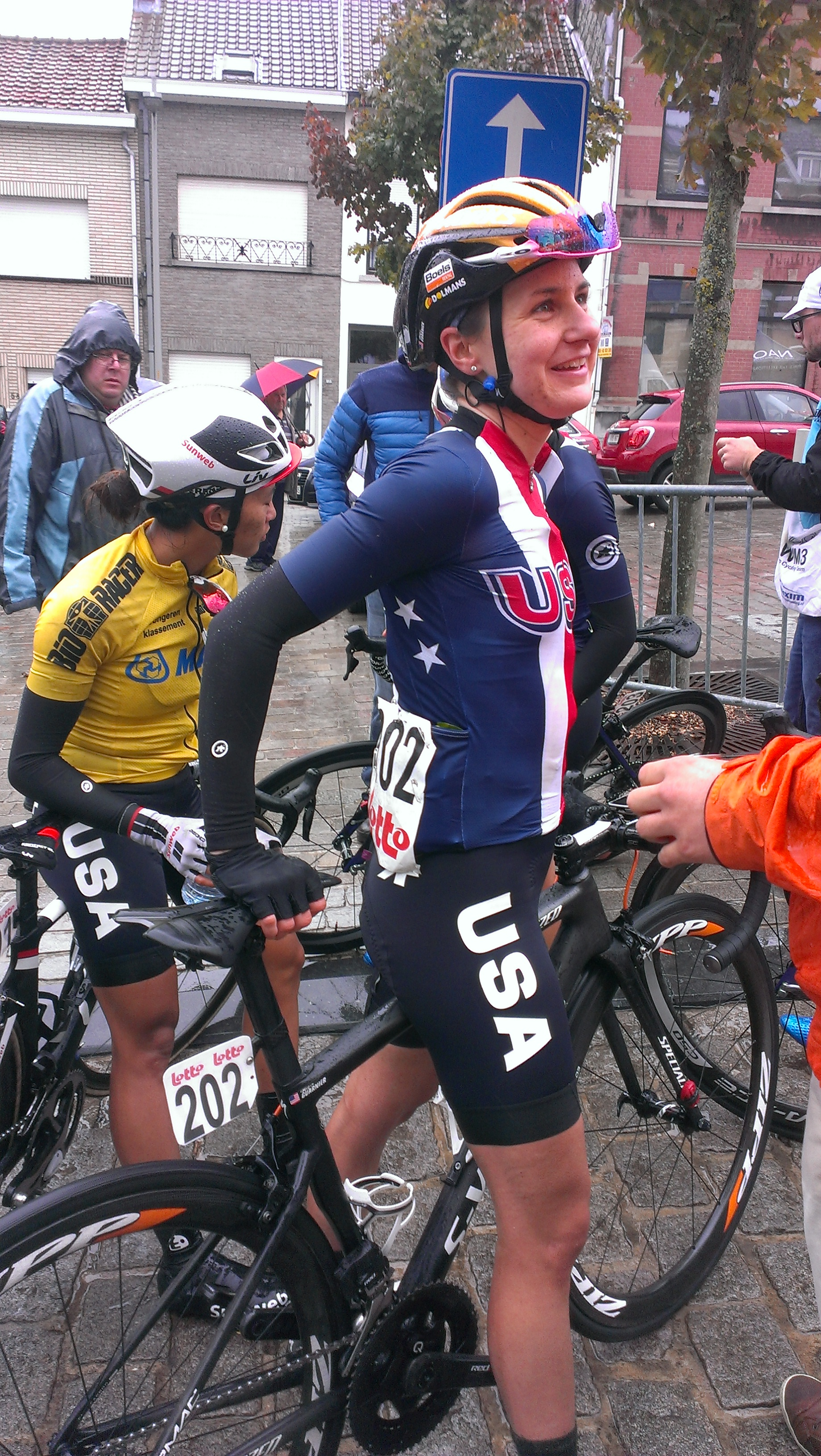
На Туре Бельгии, 2017
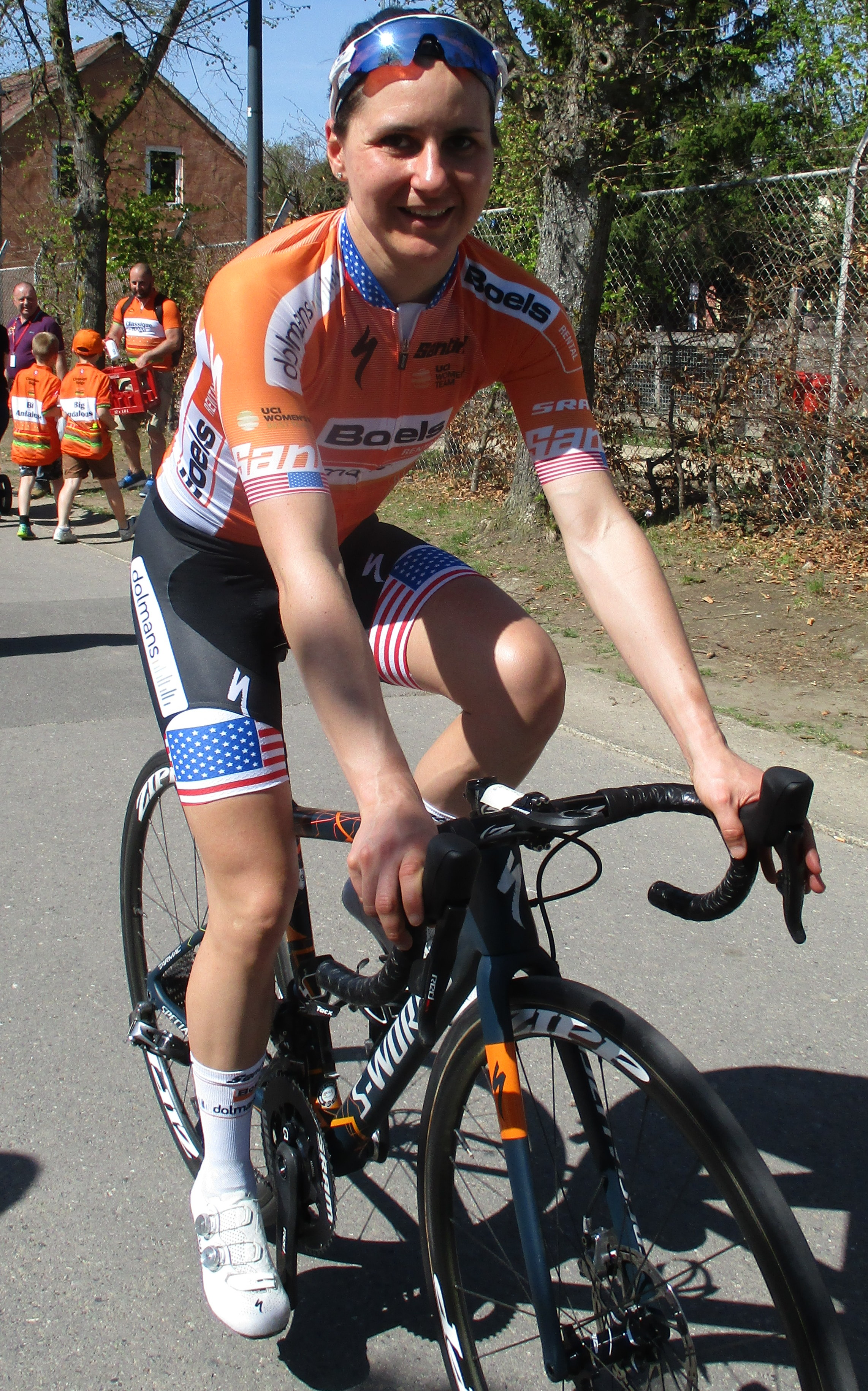
На финише гонки Флеш Валонь Фамм, 2018
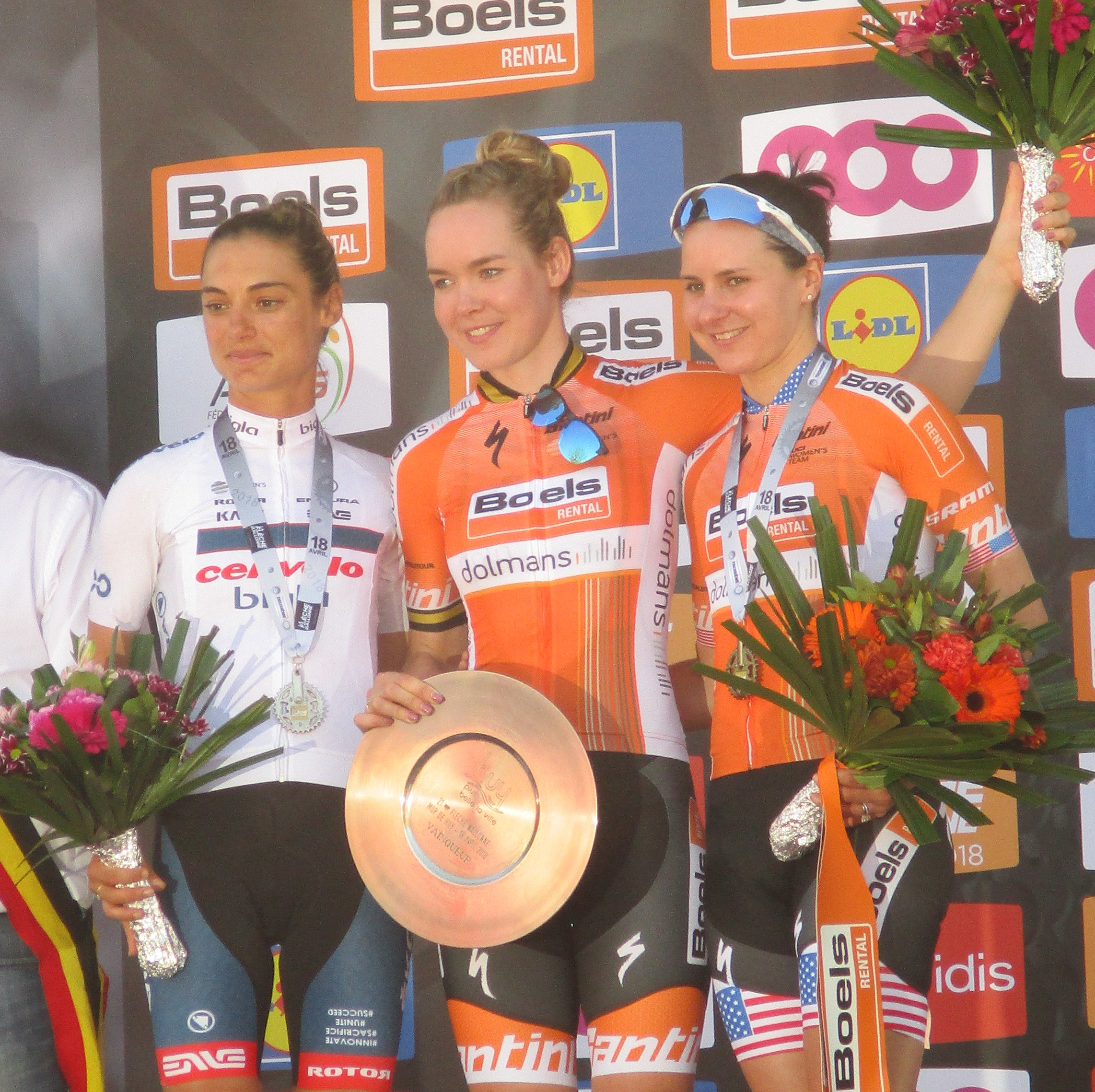
На подиуме гонки Флеш Валонь Фамм, 2018

### Видео
- Меган Гарнье - интервью на старте - Женщины RR - Инсбрук 2018 (UCI Road WCh) на YouTube (англ.)
- Тур Йоркшира 2018 интервью и подиум с Меган Гарнье на YouTube (англ.)
- Гарнье возглавила велокоманду США на женском Туре Калифорнии, 2018 на YouTube (англ.)
- Марианна Вос выиграла промежуточный спринт у Меган Гарнье (Женский Тур Норвегии, 2017) на YouTube (англ.)
- Гарнье: "Идея была в том, чтобы ехать за победой" (La Course by Le Tour de France 2017) на YouTube (англ.)
- Репортер Руби с Меган Гуарнье (Тур Калифорнии 2017) на YouTube (англ.)
- Результаты первого этапа женской гонки, представленные организацией Breakaway from Heart Disease, 2017 на YouTube (англ.)
- Меган Гарнье рассказала о сотрясении мозга, 2017 на YouTube (англ.)
- Лучший велосипедист года по версии Voxy   Меган Гарнье, 2016 на YouTube (англ.)
- inCycle: завершение женского мирового тура с Меган Гарнье, 2016 на YouTube (англ.)
- Победительница женского Мирового тура UCI Меган Гарнье, 2016 на YouTube (англ.)
- Гонщики: Меган Гарнье, 2016 на YouTube (англ.)
- Rolling With The Tour: Меган Гарнье (Тур Калифорнии, 2016) на YouTube (англ.)
- Меган Гарнье - путь к успеху, 2016 на YouTube (англ.)
- Интервью с Гарнье перед Strade Bianche 2016 на YouTube (англ.)
- Гарнье рассказывает о бронзе в Ричмонде, 2015 на YouTube (англ.)
- Strade Bianche 2015 Women Elite - Highlights на YouTube (англ.)
- Интервью с Меган Гарнье после 1-го этапа Ladies Tour of Norway 2015 на YouTube (англ.)
- 2014 Велосипедная команда Boels-Dolman на YouTube (англ.)
- Женский тур этап 6 - Интервью с Меган Гарнье, 2013 на YouTube (англ.)
- Меган Гарнье и Саманта Шнайдер рассказывают о победах в групповой гонке, 2012 на YouTube (англ.)
- Меган Гарнье отправляется в Европу, 2008 на YouTube (англ.)